# Красняков Євген Васильович
Красняков Євген Васильович — український політик, науковець. Народний депутат України II (1994—1998 рр.) та III (1998—2002 рр.) скликань.

## Біографія
Народився 25 липня 1960 року в місті Щастя Луганської області.
Військову службу проходив у прикордонних військах Середньоазіатського прикордонного округу Кара-Калінського прикордонного загону (служив безпосередньо на прикордонній заставі).
У 1986 році закінчив історико-педагогічний факультет Ворошиловградського державного педагогічного інституту імені Т. Г. Шевченка, у 1992 році факультет менеджменту освіти Слов'янського державного педагогічного інституту.
Працював старшим піонерським вожатим, вчителем історії, суспільствознавства, основ держави і права, організатором позакласної та позашкільної роботи, директором загальноосвітньої школи N 52 міста Горлівка.
Народний депутат України II (1994—1998 рр.; обраний по Горлівсько-Калінінському виборчому округу № 118, Донецька область) та III (1998—2002 рр.) скликань (від КПУ), член Комітету Верховної Ради України з питань науки і освіти. Безпосередньо брав участь у підготовці та прийнятті законів України, що регламентують відносини в галузі вітчизняної освіти.
З 2004 року працює головним консультантом секретаріату Комітету Верховної Ради України з питань науки і освіти.
Кандидат наук з державного управління. Кандидатська дисертація: (кандидата наук з державного управління, спеціальність 25.00.01 — теорія та історія державного управління Національна академія державного управління при Президентові України): Державна політика в галузі освіти в Україні: теоретико-історичний аспект (2012).
Автор понад 30 наукових праць з питань державної освітньої політики.
«Відмінник освіти» (1992 р.). Нагороджений Почесною грамотою Верховної Ради України (2006 р.), медаль «Василя Сухомлинського» (2007 р.). Заслужений працівник освіти України (2013 р.).
Одружений, виховує двох дочок.